# 신대철
신대철(申大澈, 1967년 2월 16일~)은 대한민국의 음악가이다. 록 밴드 시나위의 리더이면서 기타리스트이다. 2014년 7월부터는 바른음원협동조합 이사장으로 활동하고 있다.

## 생애
신대철은 1967년, 서울에서 한국 록의 대부라 일컬어지는 대중음악가 신중현의 장남으로 태어났다. 그는 초등학교 4학년때부터 아버지 신중현으로부터 기타를 배우기 시작했다. 이후 서울고등학교와 서울예술대학 영화학과에 진학한다. 서울고등학교 재학 당시, 서울고등학교의 공식 스쿨밴드인 센세이션(영어: Sensation)의 기타리스트(1기)로 활동했다. 같은 학교에 진학한 동생 신석철도 센세이션의 멤버 출신이다.
1983년 고등학교 2학년이던 신대철은 스쿨밴드 센세이션의 기타리스트로 활동하던 도중, 교내 밴드로서의 한계를 느끼고 헤비메탈 음악을 하기 위해, 시나위를 결성했다.
2016년 현재에도, 자신이 결성한 시나위의 기타리스트로 활동하고 있다.
KBS 2TV의 밴드 서바이벌 오디션 프로그램인 TOP 밴드의 예선 심사위원과 코치를 맡아, 게이트 플라워즈, 하비누아주, 비스, 리카밴드를 코치했다. 또한 TOP밴드 2에도 김도균, 김경호, 유영석과 함께 예선 심사위원과 코치를 맡았다. 그 프로그램에서는 피아, 내 귀에 도청장치, 고래야, 시베리안 허스키를 담당했다.
2011년 10월 3일, MBC TV의 예능 프로그램 놀러와에 김도균, 김태원과 함께 록의 전설 3대 기타리스트로 출연했다.
2021년 7월 21일, 신대철은 21일 자신의 페이스북에 “나훈아 대선배님 참 부럽다. 후배들은 겨우 몇십 명 오는 공연도 취소하고 있다” 라고 본인의 페이스북에 게시했다가, 여론과 동료 뮤지션들에게 비난이 쇄도했다.  특히, 후배 동료 헤비메탈 뮤지션/유튜브 방송인 크로커다일 (최일환)로부터 박원순 전 서울시장과 손혜원 전 국회의원과 관련된 여러 유착관계에 대한 의혹제기를 받으며, "뭔 놈의 로커가 권력에 굴종을 하고 있나. 음악계를 위해 한 것이 뭐가 있나?" '관변로커'라고 불리며 정면으로 비판받는다. 

## 동료 뮤지션과의 관계
신대철은 오랫동안 대한민국의 최정상급 기타리스트로 활동하며 많은 뮤지션들과 교류했다. 30년 가까이 시나위의 리더로 활동하면서 시나위를 거쳐간 음악가들과의 에피소드도 많이 알려져 있다.
신대철과 가까운 뮤지션으로는 가수 신해철을 꼽을 수 있다. 이름이 비슷한 두 사람은 호형호제하는 사이였으나 실제 혈연관계는 아니다. 2014년 7월 신대철이 바른음원협동조합 이사장으로 취임했을 때 신해철이 격려사를 했다. 또한 같은 해 10월 신해철이 사망했을때에는 신대철이 앞장서서 의료사고 가능성을 제기한 바 있다.
시나위를 탈퇴한 뮤지션들과의 관계도 잘 알려져 있다. 보컬리스트 임재범과의 일화가 유명하며 두 사람 모두 방송에서 둘의 관계를 여러차례 말한 바 있다. 1985년 한 클럽 대기실에서 신대철이 기타를 치고 있자 우연히 그곳에 있던 임재범이 노래를 따라 불렀다. 서로가 음악적으로 맞다고 느낀 두 사람은 바로 술자리를 갖고, 임재범이 새로운 시나위의 보컬로 영입됐다. 알고 보니 두 사람은 고등학교 동창이었는데 임재범은 가정사 때문에 4년 늦게 학교를 들어갔다. 이후 임재범이 시나위를 탈퇴한 에피소드도 유명하다. 임재범이 멤버들에게 군입대 사실을 입대 하루 전에서야 통보하는 바람에 시나위의 활동이 곤란해졌다는 내용이다.
2014년 서태지 9집이 발표된 이후에는 두 사람의 관계가 재조명됐다. 신대철은 EEJ 등 팟캐스트 방송에 출연해 서태지의 시나위 가입과 탈퇴에 얽힌 비화를 설명했다. 1989년, 시나위의 새 베이시스트를 구하던 신대철은 신중현의 스튜디오인 우드스탁에 찾아온 기타리스트 이중산을 만나게 된다. 이때 이중산 밑에서 베이시스트로 활동하던 것이 서태지였고, 신대철의 제의로 서태지가 시나위에 가입하게 된 것이다.
이후 서태지의 시나위 탈퇴를 둘러싼 '담배 사건'이 벌어진다. 신대철이 방송에서 말한 바에 따르면, 담배 사건 이전부터 두 사람의 음악적 견해가 달랐다고 한다. 신대철은 정통 헤비메탈을 추구한 데 반해, 서태지는 신대철이 추천한 고전 록음악보다 랩과 힙합에 관심이 많았다. 신대철이 당시 미성년자였던 서태지에게 담배 심부름을 시킨 것이 일종의 계기일뿐, 그것만이 원인은 아니라는 것이다.
한편 신대철은 시나위 탈퇴 이후에도 서태지와 관계가 나쁘지 않았다고 증언하고 있으며, 서태지 역시 인터뷰에서 신대철이 괴팍하긴 했으나 자신에게 따뜻하게 대해줬다고 말했다. 실제로 신대철은 서태지와 아이들 1집 기타 세션맨으로 이름을 올렸으며, 김종서가 '겨울비'로 솔로 활동을 하던 당시에 신대철, 서태지가 연주자로 등장한 바도 있다.

## 음반 목록

### 그 외
- 신대철과 자유 1집 《Old Passion》, 1991
- D.O.A 《Dead or Alive》, 2003